# Nomia chalybeata
Nomia chalybeata là một loài Hymenoptera trong họ Halictidae. Loài này được Smith mô tả khoa học năm 1875.